# Kurt Geiger
Kurt Geiger è un rivenditore britannico di calzature e accessori di lusso. Possiede oltre 70 negozi e oltre 170 negozi all'interno di grandi magazzini, tra cui Harrods e Selfridges, ed è proprietario dei tre marchi Kurt Geiger London, KG Kurt Geiger e Carvela Kurt Geiger, creati dal team interno all'azienda.
La sede di Kurt Geiger si trova al largo di Britton Street, Clerkenwell, Londra . L'edificio, risalente agli anni '70, è stato ristrutturato nel 2009 da Archer Architects ed è stato rifinito con un rosso caratteristico, descritto come Rosso Pompeiano.

## Storia
L'azienda prende il nome dal suo fondatore austriaco, che ha aperto il suo primo negozio nella capitale della moda di Londra, a Bond Street, nel 1963, e da allora ha sede nella città inglese.
Nel 1995 Kurt Geiger ha introdotto una collezione maschile disegnata a Londra con un tocco distintamente britannico. Più recentemente, gli articoli della collezione sono stati indossati da attori che vanno da Benedict Cumberbatch a Daniel Radcliffe, Channing Tatum e John Boyega.
Dopo un'acquisizione da parte dei dirigenti nel 2008, è stata venduta da Graphite Capital alla società di gestione del marchio con  sede negli Stati Uniti The Jones Group nel 2011. Nel 2014, The Jones Group è stato acquisito da Sycamore Partners, che è ha scorporato Kurt Geiger in una società autonoma.
Nel dicembre 2015, Cinven, società di private equity con sede a Londra, ha acquisito Kurt Geiger dal suo precedente proprietario, Sycamore Partners, società di private equity con sede a New York, per £ 245 milioni.